# Liste der Einträge im National Register of Historic Places im Yuma County (Colorado)

Lage des Yuma Countys in Colorado

Die Liste der Einträge im National Register of Historic Places im Yuma County in Colorado führt die Bauwerke und historischen Stätten im Yuma County auf, die in das National Register of Historic Places aufgenommen wurden.
Legende
| NRHP | Historic Place             |
| HD   | Historic District          |
| NHL  | National Historic Landmark |

| [ 2 ] | Name                               | Bild                               | Eintragsdatum                 | Lage                                                                              | Ort    | Beschreibung |
| ----- | ---------------------------------- | ---------------------------------- | ----------------------------- | --------------------------------------------------------------------------------- | ------ | ------------ |
| 1     | Beecher Island Battleground        | Beecher Island Battleground        | 29. Okt. 1976 ID-Nr. 76000569 | 16,5 Meilen südöstlich von Wray auf der Beecher Rd. 39° 52′ 13″ N, 102° 11′ 13″ W | Wray   |              |
| 2     | Boggs Lumber and Hardware Building | Boggs Lumber and Hardware Building | 18. Jan. 1985 ID-Nr. 85000086 | 125 N. Main St. 40° 6′ 48″ N, 102° 29′ 18″ W                                      | Eckley |              |
| 3     | Cliff Theater                      | Cliff Theater                      | 6. Aug. 2013 ID-Nr. 13000577  | 420 Main St. 40° 4′ 38,5″ N, 102° 13′ 18,6″ W                                     | Wray   |              |
| 4     | Lett Hotel                         | Lett Hotel                         | 25. Jan. 1990 ID-Nr. 89002378 | 204 S. Ash 40° 7′ 27″ N, 102° 43′ 30″ W                                           | Yuma   |              |
| 5     | Walter and Anna Zion Homestead     |                                    | 6. Juli 2005 ID-Nr. 05000652  | Abfahrt County Road 15 39° 46′ 59″ N, 102° 23′ 15″ W                              | Idalia |              |